# Charles-Stark-Draper-Preis

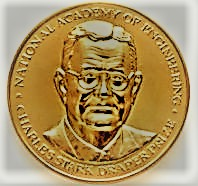
Medaille des Charles-Stark-Draper-Preises

Der Charles-Stark-Draper-Preis wird von der United States National Academy of Engineering zweijährlich, zwischen 2001 und 2015 jährlich, an Ingenieure verliehen, deren Fähigkeiten wesentlich dazu beigetragen haben, den Fortschritt der technischen Entwicklung, das Ansehen der Ingenieurwissenschaft, die Lebensqualität oder den Zugang zu Informationen zu fördern.
Der Preis, der mit einem Preisgeld von 500.000 $ verbunden ist, ist nach Charles Stark Draper benannt, dem MIT-Professor und Gründer des MIT Instrumentation Laboratory (heute Draper Laboratory), der als „Vater des inertialen Navigationssystems“ gilt.

## Preisträger
| Jahr | Person                                                                                       | Leistung |
| ---- | -------------------------------------------------------------------------------------------- | --- |
| 1989 | Jack Kilby und Robert Noyce                                                                  | Entwicklung des monolithischen integrierten Schaltkreises (unabhängig voneinander) |
| 1991 | Sir Frank Whittle und Hans Joachim Pabst von Ohain                                           | Entwicklung des Strahltriebwerks (unabhängig voneinander) |
| 1993 | John W. Backus                                                                               | Entwicklung von Fortran, einer der ersten höheren Programmiersprachen |
| 1995 | John R. Pierce und Harold A. Rosen                                                           | Entwicklung von Nachrichtensatellitentechnologie |
| 1997 | Vladimir Haensel                                                                             | Erfindung des Platformings |
| 1999 | Charles K. Kao, Robert D. Maurer, und John B. MacChesney                                     | Entwicklung von Lichtwellenleitern |
| 2001 | Vinton G. Cerf, Robert E. Kahn, Leonard Kleinrock und Lawrence G. Roberts                    | Entwicklung des Internets |
| 2002 | Robert Langer                                                                                | Biotechnische Grundlagen neuartiger Applikationsarten von Medikamenten |
| 2003 | Ivan A. Getting und Bradford W. Parkinson                                                    | Entwicklung des Global Positioning Systems |
| 2004 | Alan Kay, Butler Lampson, Robert W. Taylor und Charles P. Thacker                            | Entwicklung des Xerox Alto, des ersten Personal Computers |
| 2005 | Minoru S. Araki, Francis J. Madden, Edward A. Miller, James W. Plummer und Don H. Schoessler | Entwurf, Entwicklung und Betrieb von Corona, dem ersten Erdbeobachtungssystem im Weltraum |
| 2006 | Willard S. Boyle und George E. Smith                                                         | Erfindung des CCD-Chips, der lichtempfindlichen Komponente von Digitalkameras |
| 2007 | Tim Berners-Lee                                                                              | Entwicklung des World Wide Web |
| 2008 | Rudolf Kálmán                                                                                | Entwicklung des Kalman-Filters |
| 2009 | Robert H. Dennard                                                                            | Erfindung und Weiterentwicklung des DRAMs |
| 2010 | nicht verliehen                                                                              | |
| 2011 | Frances H. Arnold und Willem Stemmer                                                         | für ihre Beiträge zur Gerichteten Evolution, einem Prozess, der die Schaffung von gewissen Eigenschaften in Proteinen und Zellen zu steuern erlaubt.                                               |
| 2012 | T. Peter Brody, George H. Heilmeier, Wolfgang Helfrich und Martin Schadt                     | für ihre Beiträge zur Entwicklung von Flüssigkristallanzeigen (LCD). |
| 2013 | Martin Cooper, Joel S. Engel, Richard H. Frenkiel, Thomas Haug und Yoshihisa Okumura         | für ihre Pionierleistungen zum weltweit ersten Mobilfunknetz, seinem System und seinen Normen. |
| 2014 | John Goodenough, Yoshio Nishi, Rachid Yazami und Akira Yoshino                               | für ihre Beiträge zur Entwicklung der Lithium-Ionen-Batterie. |
| 2015 | Isamu Akasaki, George Craford, Russell Dupuis, Nick Holonyak und Shuji Nakamura              | für die Erfindung, Entwicklung und Kommerzialisierung von Materialien und Prozessen für Leuchtdioden.                                                                                              |
| 2016 | Andrew J. Viterbi                                                                            | für seine Entwicklung des Viterbi-Algorithmus und seine Anwendung im Bereich der schnurlosen digitalen Kommunikation und der Spracherkennung                                                       |
| 2018 | Bjarne Stroustrup                                                                            | für das Konzept und die Entwicklung der Programmiersprache C++ |
| 2020 | Jean Fréchet, C. Grant Willson                                                               | für die Erfindung, Entwicklung und Kommerzialisierung chemisch verstärkter Materialien für Mikro- und Nanofabrikation, womit die extreme Miniaturisierung mikroelektronischer Geräte möglich wurde |
| 2022 | Stephen B. Furber, John L. Hennessy, David A. Patterson, Sophie M. Wilson                    | für die Erfindung, Entwicklung und Anwendung von Reduced Instruction Set Computer (RISC) |
| 2024 | Stuart S. P. Parkin                                                                          | für die Entwicklung der Spintronik-Technologie, auf der moderne Speichermedien basieren |